# Stefan Matz
Stefan Matz  (* 16. März 1973 in Halle (Saale)) ist ein ehemaliger deutscher Handballspieler und Handballtrainer.
Im Alter von 11 Jahren begann Stefan Matz bei der SG Dynamo Halle-Neustadt Handball zu spielen. Durch das Sportsichtungssystem der DDR wechselte der Linkshänder 1984 vom Leistungsturnen zum Handballsport.
Mit 13 Jahren wurde er zum Trainingszentrum an die Kinder- und Jugendsportschule des SC Dynamo Berlin delegiert. Mit dem SC Dynamo Berlin gewann er 1988 den DHV-Pokal und 1990 die letzte Juniorenmeisterschaft der DDR mit Stefan Kretzschmar und Ralf Böhme. In dieser Zeit war er auch als Jugend- und Juniorennationalspieler der DDR aktiv und belegte den 2. Platz bei den Jugendwettkämpfe der Freundschaft 1990 in Polen. Nach der deutschen Wiedervereinigung spielte er als Juniorennationalspieler für die Bundesrepublik Deutschland.
Von 1991 bis 1996 war Stefan Matz beim SV Blau-Weiß Spandau in der 2. Bundesliga aktiv. Im Sommer 1996 wechselte er zum damaligen Europapokal-Finalisten SG VfL/BHW Hameln und spielte als Rechtsaußen in der Bundesliga.
In der Saison 1999/2000 kehrte Stefan Matz nach Berlin zurück, um mit Michael Jantzen und Jörg Hermann das Projekt „Wiederaufstieg der Füchse Berlin Reinickendorf“ zu realisieren. Die Mannschaft wurde in dieser Saison Berliner Meister und stieg in die Regionalliga auf. Im Mai 2002 schlossen die Handballer der Füchse Berlin Reinickendorf eine überaus erfolgreiche und mit dem Aufstieg in die 2. Bundesliga gekrönte Regionalliga-Saison ab. Stefan Matz wurde in dieser Saison mit 274 Treffern Torschützenkönig – das sind mehr als 9 Tore pro Spiel.
In der Zeit von 2002 bis 2006 spielte der Torjäger mit den Füchsen Berlin in der 2. Bundesliga. Ein sportlicher Höhepunkt war die Nominierung zur Teilnahme am Allstar-Game der Zweiten Liga 2004 in Solingen.
Stefan Matz beendete seine aktive Spieler-Laufbahn im Jahre 2006 und leitete ab diesem Zeitpunkt eine Postbank-Filiale in Berlin.
Seine Handballerfahrungen gab er als Trainer der 1. Männermannschaft des SG ASC/VfV Spandau von 2006 bis 2015 an seine Spieler weiter.